# Catharosia nebulosa
Catharosia nebulosa là một loài ruồi trong họ Tachinidae.